# Xya opaca
Xya opaca är en insektsart som först beskrevs av Walker, F. 1871.  Xya opaca ingår i släktet Xya och familjen Tridactylidae. Inga underarter finns listade i Catalogue of Life.